# Salmacisia
Salmacisia buchloeana — вид грибів, що належить до монотипового роду Salmacisia.